# K.u.k. Infanterieregiment „Edler von Hortstein“ Nr. 92
Das k.u.k. Infanterieregiment „Edler von Hortstein“ Nr. 92 war ein Verband der Gemeinsamen Armee Österreich-Ungarns und seit seiner Aufstellung in Theresienstadt und Josephstadt in Böhmen stationiert.

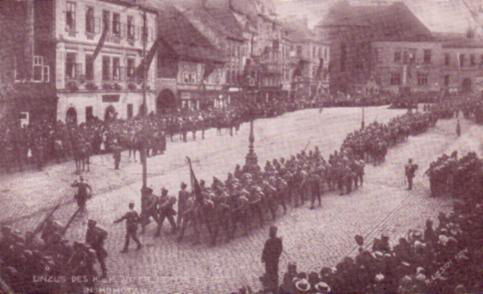
Ausmarsch des Infanterie-Regiments Nr. 92 aus Komotau 1914

## Geschichte

### Aufstellung des Regiments
Auf allerhöchsten Befehl vom 30. November 1882 wurde am 1. Januar 1883 mit der Errichtung begonnen. Dazu mussten die Infanterie-Regimenter Erzherzog Wilhelm Nr. 12 und Nobili Nr. 74 je ein Bataillon abgeben. Bis zum Herbst 1886 waren die beiden noch fehlenden Bataillone aufgestellt worden und das Regiment hatte seine Friedenspräsenzstärke erreicht. Zum ersten Regimentsinhaber wurde Generalinfanterieinspektor Feldzeugmeister Gustav Freiherr von König bestellt. Das Regiment hatte seinen Ergänzungsbezirk immer in Böhmen, mit Sitz des Ergänzungsbezirkskommando in Komotau.

### Name des Regiments
- 1882–1893: K.u.k. Infanterieregiment Nr. 92
- 1893–1909: K.u.k. Infanterieregiment „Freiherr von König“ Nr. 92
- 1910–1912: K.u.k. Infanterieregiment „Freiherr von Versbach“ Nr. 92
- 1912–1915: K.u.k. Infanterieregiment „Edler von Hortstein“ Nr. 92
- 1915–1918: K.u.k. Infanterieregiment Nr. 92

Ab 1893 trug das Regiment nach seinem ersten Inhaber, Feldzeugmeister Gustav Freiherr von König, den Zusatz „Freiherr von König“. Ab 1910 führte es den Namenszusatz „Freiherr von Versbach“ nach dem Inhaber General der Infanterie Mansuet Freiherr Versbach von Hadamar. 1912 erhielt es nach General der Infanterie Lothar Edler von Hortstein den Zusatz „Edler von Hortstein“. 1915 wurden die Zusatzbezeichnungen abgeschafft, es sollte von da an offiziell nur noch „Infanterieregiment Nr. 92“ heißen. In der Praxis ließ sich dieser Erlass jedoch nicht durchsetzen, insbesondere da die sparsame k.u.k. Militäradministratur verfügt hatte, zuerst alle vorhandenen Stempel und Formulare aufzubrauchen.

## Organisation

### Garnisonen
- 1903–1909: Stab, II., IV, Baon Theresienstadt – I. Baon Komotau, III. Baon Kaaden
- 1910: Stab, III., IV, Baon Theresienstadt – I. Baon Komotau, II. Baon Sarajevo
- 1911–1914: Stab, III., IV, Baon Theresienstadt – I. Baon Komotau, II. Baon Kalinovik

### Regimentskommandanten
- 1883–1886 Oberst Carl Went von Römö
- 1886–1892: Oberst Graf von Beroldingen
- 1892–1896: Oberst Alfons Makowiczka
- 1896–1903: Oberst Anton Angerholzer von Almburg[4]
- 1903–1905: Oberst Leo Lederle
- 1905–1908: Oberst Calixtus Ritter Winnicki von Radziwiecz
- 1908–1911: Oberst Karl Woijtechowsky
- 1912: Oberst Karl Woijtechowsky Edler von Broddenritt
- 1913–1914: Oberst Wilhelm von Reinöhl
- 1916–1918: Oberst Karl Broudre Edler von Goruszów

### Status und Verbandszugehörigkeit 1914
- IX. Armeekorps – 29. Infanterie-Truppendivision – 57. Infanterie-Brigade (I., III. und IV. Baon)
- XV. Armeekorps – 48. Infanterie-Truppendivision – 10. Gebirgs-Brigade (II. Baon)[5]
- Nationalitäten Mannschaften: 80 % Deutsche – 20 % Sonstige
- Deutsche Uniform – Egalisierungsfarbe: Weiß – Knöpfe: Silber
- Regimentssprache: Deutsch

## Gefechte und Kampfhandlungen

### Erster Weltkrieg
- 1914 – Nach der Mobilisierung gehörte das Regiment im IX. Armeekorps zur „Minimalgruppe Balkan“ und wurde in den Offensiven gegen Serbien eingesetzt.

- 1915 – Das IR 92 kämpfte im Frühjahr in der Schlacht von Gorlice-Tarnów und wurde dann im Herbst zum Feldzug in Montenegro abgeordnet.

- 1916 war es an der Frühjahrsoffensive gegen Italien beteiligt. Das 2. Bataillon war danach in Südtirol verblieben und als Verstärkung der Front eingesetzt.

- 1917 In der Ersten Piaveschlacht gelang es am 16. und 17. November zwei Bataillonen des Regiments unter dem Kommando von Hauptmann Hans Ullman als einzigem Verband der k.u.k. Armee, den Übergang über die Piave zu erzwingen. Bei der Ortschaft Fagarè (heute Fagarè della Battaglia) konnten sie einen Brückenkopf bilden. Aus bis heute ungeklärten Gründen gab man den Brückenkopf wieder auf, nach vier Tagen ohne jeglichen Nachschub geriet der größte Teil der dort verbliebenen 92er in Kriegsgefangenschaft.

- 1918 Teile des Regiments kämpften in der gescheiterten Junioffensive gegen Italien. Im Oktober und November 1918 verteidigten die 92er noch einen 1,5 Kilometer breiten Frontabschnitt bei Borgo Malanotte.

Am 3. November 1918 erhielten die Truppen den Befehl, die Kämpfe einzustellen. Die Heeresleitung befahl den „bewaffneten Rückzug“.

### Auflösung des Regiments
Über Linz, Passau, Regensburg und Eger kehrten die Reste des Regiments zurück nach Komotau, wo sie am 17. November 1918 eintrafen. Anschließend wurde das Regiment demobilisiert und aufgelöst.

## Regimentsmarsch und Wahlspruch
- Der Regimentsmarsch war: „Aller Ehren ist Österreich voll“ von Johann Novotny (auch bekannt als „Komotauer-“ oder „92er Regimentsmarsch“, Hörprobe auf 92er Regimentsmarsch auf YouTube). Es war dies der einzige Marsch – neben dem Kaiserjägermarsch – in dem Teile der Volkshymne verwendet werden durften.
- Der Wahlspruch des Regiments lautete: „Nichts darf dem Regiment unmöglich sein und niemals für uns, nur für des Kaisers Ruhm allein“

## Bekannte Regimentsangehörige
- Franz Kraus (1879–1962), sudetendeutscher Verleger.
- Ferdinand Cavallar von Grabensprung (1886–1952), österreichisch-böhmischer Offizier und Flugpionier.
- Wilhelm Cavallar von Grabensprung (1889–1957), böhmischer Offizier und Träger des Militär-Maria-Theresien-Ordens.